# Estimulación prenatal
La estimulación prenatal hace referencia a todo tipo de estímulos y variables ambientales a los que el feto está expuesto. El término estimulación tiene que ver con una intención de aplicar o exponer, en este caso, tanto al feto como a la madre y al ambiente que les rodea, a condiciones o estímulos determinados con el fin de garantizar un desarrollo óptimo del bebé.
La estimulación prenatal va dirigida a potenciar las capacidades del bebé, aumentando su aprendizaje, antes de que nazca. La principal característica que define la estimulación prenatal es que se realiza durante el embarazo.
Salvador, J. (1989:19) comenta que 

la atención temprana: […] está pensada para mejorar o prevenir los probables déficits del desarrollo psicomotor de niños y niñas con riesgo de padecerlos, tanto por causas orgánicas biológicas o ambientales y consiste en crear un ambiente estimulante, adaptado a las capacidades de respuestas inmediatas del niño y niña para que éstas vayan aumentando progresivamente y su evolución sea lo más parecida a la de un niño o niña normal.

La estimulación prenatal intenta estimular a los bebés que están en el vientre de la madre mediante la estimulación de sus sentidos. Su objetivo es desarrollar las capacidades del bebé desde el inicio de la vida. Además, con los programas de estimulación prenatal se consigue estrechar los vínculos entre el bebé y sus padres, ya que la participación de ambos es esencial.
Los programas de estimulación temprana se basan en dos factores fundamentalmente, Susan Ludington-Hoe (1989:55):
- Desde el vientre, los fetos responden a los latidos del corazón de la madre y a su voz.
- A partir de seis semanas antes del nacimiento, los fetos usan activamente sus sentidos del gusto, tacto, vista y oído, además del movimiento.

El avance de la ciencia permite corroborar esta idea, hoy día es posible conocer en qué momento el bebé empieza a ser sensible a determinados estímulos para poner en marcha determinadas actividades que afinen sus sentidos y su mente. Ante la estimulación, el feto responde cambiando sus patrones de ondas cerebrales, aumentando los latidos del corazón y volteando su cuerpo. Durante los nueve meses de desarrollo en el vientre materno, el niño o niña se mueve, actúa y responde a ciertos estímulos, en concreto (Sarmiento, 1996:114):
- En la 5ª semana el feto rota la cabeza, mueve brazos y piernas, voltea y dobla su cuerpo, cabeza y espalda.
- A las 17 semanas comienza a activarse el sentido del olfato.
- A las 20 semanas se forman las papilas gustativas.
- A las 24 semanas se forma el sentido del tacto.
- A las 27 semanas el feto percibe la luz.
- A las 28 semanas escucha.

## Beneficios de la estimulación
Los beneficios de la estimulación prenatal están probados científicamente y aceptados por un gran sector de la comunidad. Los niños y las niñas que han participado en programas de estimulación prenatal tienen las siguientes características:
- Tienen un desarrollo óptimo de sus sentidos, lo que conduce a una mayor capacidad de aprendizaje.
- Son niños y niñas sin miedo a explorar el mundo.
- Tienen una gran agudeza perceptiva y son capaces de concentrarse mucho más que el resto de niños y niñas.
- Tienen una mente flexible a la hora de relacionarse con el entorno.
- Su vínculo con el padre se inicia mucho antes que con el resto de niños y ni- ñas.
- Los bebés nacen más relajados, con los ojos y manos abiertas y lloran menos.
- Los niños y niñas, desde que nacen, duermen y se alimentan mejor.

## Componentes básicos de la estimulación prenatal
A través de las definiciones y de la investigación realizada, es posible considerar unos elementos esenciales y comunes que sienten las bases de la estimulación prenatal:
- Es indispensable crear un ambiente estimulante que proporcione un clima emocional positivo.
- Las emociones maternas causan alteraciones a nivel interno (ej. Niveles alterados de secreciones de algunas glándulas) que repercuten en la evolución fetal. Dichas alteraciones no causan malformaciones físicas, pero sí dificultades de adaptación que pueden desencadenar un trastorno de conducta.
- La salud emocional de la madre, una alimentación equilibrada, descanso, ejercicio moderado y un adecuado control favorecen el desarrollo de un ambiente adecuado.
- Además, se recomienda que la madre evite el consumo de drogas, cigarrillos, licores y en algunos casos, excitantes como el café. La misma familia incluye y acepta al niño o a la niña como uno o una más.
- El niño o la niña percibe lo que siente la madre a través de sus canales de comunicación simpáticos, conductistas y fisiológicos.
- Hablarle al niño o a la niña con alegría y hacerlo sentir querido o querida, ya desde el vientre materno, es una protección esencial contra los peligros e incertidumbres del exterior. La estimulación debe hacerse lo antes posible.